# Bad Harzburg
Bad Harzburg är en stad i Landkreis Goslar i Niedersachsen i Tyskland, med omkring 22 000 invånare.

## Historia
Staden har historiskt tillhört det tyska hertigdömet Braunschweig samt dess föregångare och efterföljare. Efter fristaten Braunschweigs upplösning vid andra världskrigets slut tillföll orten det västtyska förbundslandet Niedersachsen. Orten blev då en gränsort på västra sidan om Inomtyska gränsen, vilket den förblev fram till Tysklands återförening 1990.